# Мирза-Ахмедов, Мансур Зияевич
Мирза-Ахмедов Мансур Зияевич (узб. Mansur Ziyayevich Mirzaahmedov; 31 декабря 1908 (13 января 1909), Туркестан, Сырдарьинская область, Туркестанский край, Российская империя — 3 мая 1971, Ташкент, Узбекская ССР, СССР) — советский узбекский государственный и партийный деятель.

## Биография
Родился в семье бедного кустаря. По национальности узбек. Член ВКП(б) с 1930.

### Образование
ФЗУ Среднеазиатского заготхлоптреста (1929), Заочное отделение ВПШ при ЦК ВКП(б) (1949).

### Трудовая деятельность
В 1926—1929 ученик, с 1929 инструктор, затем заместитель директора школы ФЗУ Среднеазиатского заготхлоптреста (Ташкент). С 1930 секретарь районного совета профсоюзов (райпрофсовета) в г. Ташкенте.
С 1931 г. — на руководящей партийной работе:
- 1931—1934 гг. — заведующий культурно-пропагандистским отделом райкома партии в г. Ташкенте.
- 1934—1937 гг. — первый секретарь райкома партии в г. Ташкенте.
- 1937—1938 гг. — директор санатория «Узбекистан» (Ялта).
- 1938—1940 гг. — директор Ташкентской киностудии художественных фильмов.
- 1940—1941 гг. — секретарь Ташкентского горкома КП(б)Уз по кадрам.
- 1941—1943 гг. — секретарь ЦК КП(б) Узбекистана по промышленности.
- 1943—1949 гг. — секретарь ЦК КП(б) Узбекистана по кадрам.
- 1949— январь 1956 гг. — первый секретарь Андижанского обкома ЦК КП Узбекистана.

С января 1956 г. — на различных постах в правительстве Узбекской ССР:
- 1956 г. — заместитель Председателя, 1956 — декабрь 1957 — 1-й заместитель Председателя Совета Министров Узбекской ССР.
- С 30 декабря 1957 по 16 марта 1959 гг. — Председатель Совета Министров Узбекской ССР. Считается выходцем из «ташкентского» клана, подобно первым секретарям ЦК КП Узбекистана Нуритдину Мухитдинову и Сабиру Камалову[1]. Вслед за снятием Камалова с поста Первого секретаря, резко понижен в должности.
- В марте 1959—1961 гг. — первый заместитель министра сельского хозяйства Узбекской ССР.
- 1961 — июль 1966 гг. — министр коммунального хозяйства Узбекской ССР.
- С июля 1966 г. — заместитель Председателя Совета Министров Узбекской ССР.

Депутат Верховного Совета СССР 2-5 созывов (1946—1962).
Похоронен в Ташкенте на Читагайском кладбище.

## Награды
- 3 ордена Ленина (23.01.1946[2], 16.01.1950[3], 11.01.1957)[4]
- орден Отечественной войны I степени
- 2 ордена «Знак Почёта»